# Upaveda
El terme upaveda ("coneixement aplicat") es fa servir en la bibliografia índia tradicional per designar els subjectes de certs treballs tècnics. La llista dels subjectes que s'inclouen en aquesta classe difereixen segons les fonts.
Les Charanavyuha mencionen aquestes upavedes:
- Medicina (ayurveda), associada amb el Rigveda
- Arqueria arts marcials de l'ïndia (dhanurveda), associada amb l'Yajurveda
- Música i dansa sagrada (gandharvaveda), associada a la Samaveda
- Ciència militar (xastra-xastra), associada amb l'Atharvaveda

Sushruta i Bhavaprakasha mencionen l'ayurveda com un upaveda de l'Atharvaveda. L'sthapatyaveda (arquitectura) i els xilpa-xastra (arts i oficis) es mencionen com quart upaveda segons les fonts tardanes.